# Lomagramma sinuata
Lomagramma sinuata är en träjonväxtart som beskrevs av Carl Frederik Albert Christensen. Lomagramma sinuata ingår i släktet Lomagramma och familjen Dryopteridaceae. Inga underarter finns listade.